# De tusind Faners Fest
|  | Denne artikel er oprettet af botten Steenthbot ud fra en ekstern database. Den kan derfor have sproglige fejl eller mangler. Denne skabelon kan fjernes efter kontrol af indholdet. |

De tusind Faners Fest er en dansk dokumentarisk optagelse fra 1948.

## Handling
Fanernes fest på Østerbro Stadion den 15. juni 1947.
Faneindvielse for Hellerup Roklub i Odd-Fellow Palæet.
Svenska 'Flaggans Dag' i Malmø 1948.
15. juni 1948 foran Københavns Rådhus.
Diverse optagelser af begivenheder i København med faneopstillinger og optog. Lottekorpset. Spejderoptog - både drenge- og pigespejdere.

## Medvirkende
- Kong Frederik IX
- Dronning Ingrid
- Prins Knud